# Miss Mundo 1960
Miss Mundo 1960 foi a 10ª edição do concurso de beleza feminino de Miss Mundo. O certame idealizado pelo gerente de vendas publicitárias da Mecca Leisure Group, Eric Douglas Morley, foi realizado no dia 8 de novembro de 1960. Tendo como palco o Lyceum Theatre, o concurso reuniu trinta e nove (39) candidatas - um recorde até então - de diferentes países. A vencedora do certame foi a representante da Argentina, Norma Gladys Cappagli, coroada pelo empresário Alan B. Fairley, devido a ausência da Miss Mundo 1959, Corine Rottschäfer.

## O Concurso

### Julia Morley
No final de 1959, os diretores do concurso Miss Universo, que eram os mesmos da empresa de maiôs Catalina, decidiram mudar o concurso de 1960 para a cidade de Miami Beach, na Flórida, depois de receber uma quantia modesta de US$ 25.000 da cidade; portanto, Long Beach, que viu o concurso nascer em 1952, ficaria sem o seu evento anual de beleza. No entanto, esta cidade da Califórnia, já acostumada a realizar um concurso global de mulheres bonitas, decidiu criar seu próprio concurso, o Miss International, que em sua primeira edição em 12 de agosto de 1960 foi chamado de "Miss International Beauty Congress".
Enquanto isso, em Londres, Eric Morley, então diretor de Mecca Dancing e organizador do concurso Miss Mundo, estava se preparando para se casar com sua namorada, a modelo Julia Evelyn Pritchard, conhecida no ambiente como Julia Rogers e que anos depois assumiria o comando do famoso concurso inglês. E foi precisamente no domingo, 14 de agosto de 1960, quando Eric e Julia se casaram na cidade de Londres. No entanto, o casamento não impediu Morley de planejar um concurso muito maior, pois o evento já estava em seus primeiros dez anos de existência. Por esse motivo, ele enviou cerca de sessenta convites para o mesmo número de países, pois queria reunir candidaturas de pelo menos 50 participantes para o décimo aniversário de seu evento.
Em 1960, os direitos da realização do concurso italiano foram dados a Enzo Mirigliani (posteriormente realizador da disputa de Miss Italia nel Mondo), que enviou suas vencedoras para Londres a partir deste ano. Mas nem todos os países convidados enviaram uma representante para o concurso inglês. Em Cuba, a revolução de Fidel Castro, que chegou em 1959, transformou o país em um estado socialista marxista-leninista e, em 1960, eles começaram sua abordagem junto a União Soviética. Com o início da Revolução Cubana, todos os concursos de beleza na ilha terminaram porque o Partido Comunista de Cuba, sob o mandato de seu primeiro ministro Fidel Castro, considerou que esses programas discriminavam as mulheres e, portanto, foram suspensos e erradicados de Cuba.
O concurso Miss Polônia foi definitivamente cancelado pelo governo socialista daquele país, enquanto o Havaí acaba de se tornar o 50º estado dos Estados Unidos em agosto de 1959, de modo que não enviaria representantes separadamente para os concursos de beleza. Enquanto isso, em Gibraltar, Malásia, Honduras e Porto Rico, não foi realizado um concurso nacional de beleza naquele ano. Apesar dessas baixas, outras 54 nações responderam positivamente ao convite de Morley.

### Substituições
Cinquenta e quatro países escolheram suas rainhas da beleza no que seria o recorde de participação no concurso Miss Mundo. Os países estreantes foram Bolívia, Birmânia (atual Mianmar), Chipre, Equador, Quênia, Líbano, Madagascar, Nicarágua, Espanha, Taiti e Tanganica (atual Tanzânia). Mas nem todos as escolhidas chegariam à capital britânica para a disputa. Além da recusa da  venezuelana, outras participantes foram substituídas no último minuto por razões desconhecidas. Elas eram: Miss Uruguai (Iris Teresa Ubal Cabrera), Miss Equador (Alicia Stokhelmeir Matos) e Miss França (Yolanda Biecosai).
Annette Driggers ganhou o título de "Miss Estados Unidos 1960" pelo qual conquistou o direito de representar os Estados Unidos no Miss Mundo. Mas, duas semanas depois, descobriu-se que ela tinha apenas 15 anos e foi imediatamente desqualificada. Driggers, natural de Charleston, Carolina do Sul, que agora vive em Freeport, Nova York, não planejou nenhuma ação legal contra Alfred Patricelli, organizador do concurso. Um dos prêmios foi uma viagem a Londres para competir pelo título de "Miss Mundo", mas a vice-campeã de Annette, Judith Ann Achter, 18 anos, de St. Louis, Missouri, estava voando para Londres.

### Noite final

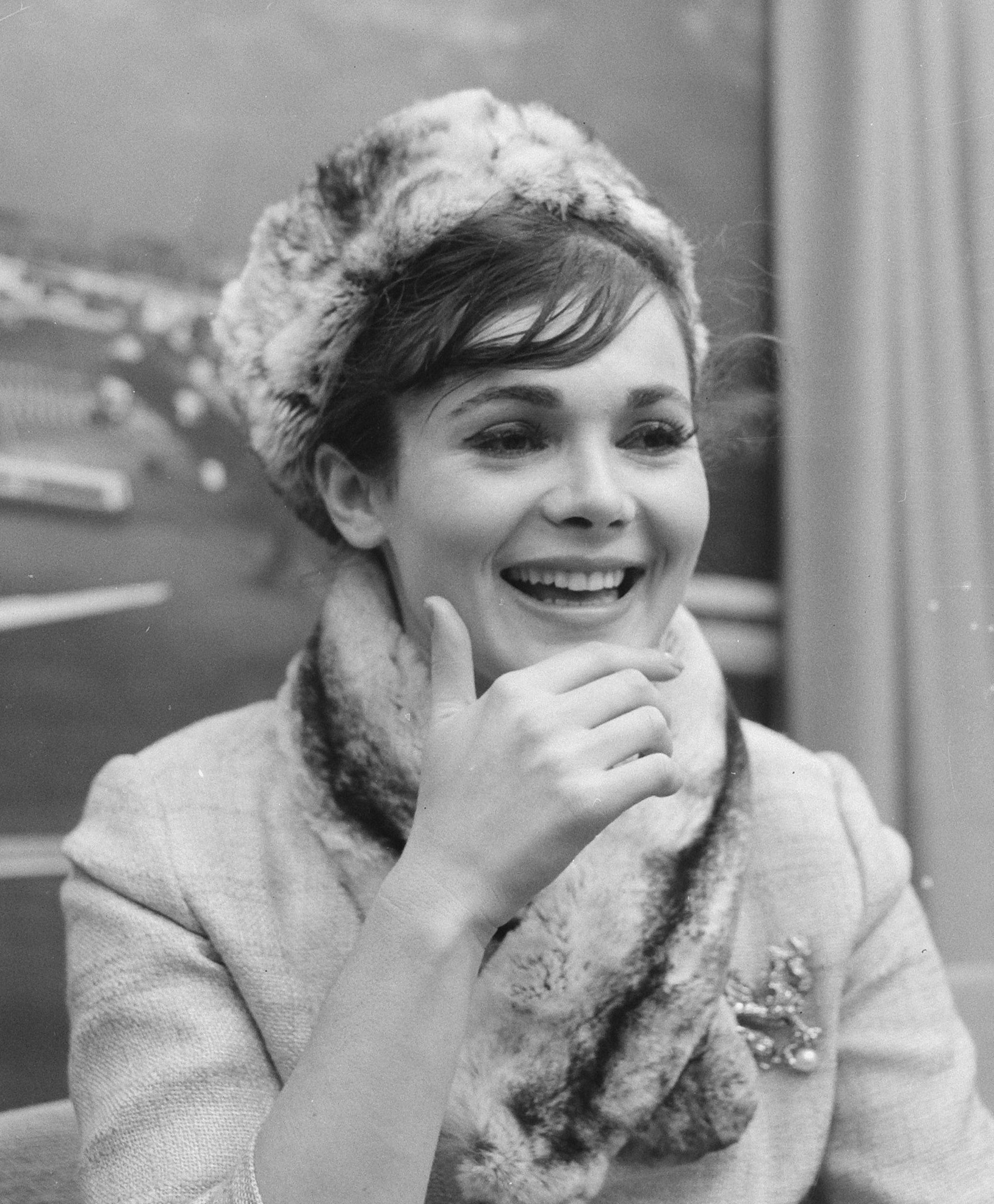
A atriz e modelo israelense Gila Golan, segunda colocada no concurso deste ano.

O concurso começou às 20h de terça-feira, 8 de novembro, no Lyceum Ballroom, em Londres, um evento organizado pela Mecca Dancing e sob os auspícios do jornal "News of the World". A abertura ficou a cargo da "Miss World Concert Orchestra", dirigida por David Wooldridge, e começou oficialmente às 20h30, com trompetistas "The Herald" da Artilharia Real, sob a direção do major S.V. Hayes. Como sempre, Eric Morley dirigiu-se à audiência com breves palavras e apresentou o mestre de cerimônias da noite, o americano Bob Russell e o comentarista Peter West, da BBC. Russell chamou para o palco todos as 39 participantes para o desfile das nações, todas elegantemente vestidas com seus vestidos de noite para então ouvir o Hino Nacional do Reino Unido.
Os sete jurados foram apresentados. Notou-se que este ano não esteve presente como jurado o francês Claude Berr do Miss Europe Committee, que era um membro assíduo do painel de jurados desde 1952 devido ao escândalo do ano anterior, no qual ele foi acusado de manter um relacionamento sentimental com a vencedora do Miss Mundo 1959. Depois disso, as 39 aspirantes desfilaram individualmente em seus vestidos de noite em estrita ordem alfabética e, às 9 horas da noite, foi transmitido ao vivo - e por 15 minutos - o encerramento do desfile através das telas da BBC. A Miss Argentina, Norma Cappagli, usav um vestido elegante do renomado estilista Horace Lannes.
Houve um intervalo musical para apresentar posteriormente as 39 candidatas em seu desfile individual em trajes de banho de peça única. Como de costume, as candidatas foram cobertos por camadas de veludo que foram cuidadosamente removidas por dois senhores enquanto desfilavam na frente dos juízes e da platéia. Depois, houve um primeiro corte. Das 39 participantes, o grupo foi reduzido para 18 semifinalistas, pela primeira vez na história do certame. As 18 semifinalistas fizeram um desfile final em frente aos juízes em seu traje de banho e, em seguida, selecionaram o top 10. Às 22h50, começou a transmissão ao vivo pela BBC da última meia hora do concurso, com comentários para a televisão de Edgar Barrie. O mestre de cerimônias, Bob Russell, ficou encarregado de entrevistar brevemente as 10 semifinalistas e depois passar para um intervalo musical. Logo os 5 finalistas do concurso foram convocados: Miss Argentina, Alemanha, Israel, África do Sul e Miss Estados Unidos. Os jurados fizeram a última votação e Eric Morley começou a anunciar os resultados finais em ordem inversa, enquanto as finalistas esperavam ser chamados nos bastidores.
No quinto lugar e vencedora do prêmio de 50 libras esterlinas, estava a Miss USA, Judith Ann Achter. Na quarta posição e com £ 60, Miss Alemanha, Ingrun Helgard Möckel. Miss África do Sul, Denise Muir, alcançou o terceiro lugar e um prêmio de £ 75. E como vice-campeã, Miss Israel, Gila Golan, que ganhou £ 100 e um carro esportivo. Como curiosidade, a senhorita Israel nasceu na Polônia, mas foi levada para Israel durante a última guerra mundial. As duas primeiras finalistas receberam pequenas tiaras na época. Finalmente, a nova detentora da faixa e da coroa da beleza mundial foi anunciada, sendo ela a Miss Argentina Norma Gladys Cappagli, que recebeu o cetro e uma capa real de Bob Russell e foi coroada por Alan B. Fairley, de Meca, na ausência do Miss Mundo anterior, a holandesa Corine Rottschäfer.
Norma ganhou 500 libras esterlinas (cerca de 1.400 dólares da época), um carro esportivo azul e branco avaliado em 700 libras, cortesia da York-Nobel Industries, um teste de filme e a possibilidade de ganhar outros US $ 28.000 em contratos de publicidade durante seu ano de reinado. "Estou muito surpresa e muito feliz", ela ofegou, piscando nas lâmpadas de flash dos fotógrafos. Ela disse que, sendo mulher, provavelmente gastaria o prêmio em dinheiro em roupas. O baile da coroação foi realizado, como de costume, no Café de Paris. Lá, a novíssima Miss Mundo disse à imprensa que esperava transformar seu título de beleza em uma carreira no cinema. Como em quase todas as competições de beleza, várias candidatas protestaram contra a eleição da Miss Argentina como Miss Mundo. Quem liderou o protesto foi a Miss Espanha.

### Campeã

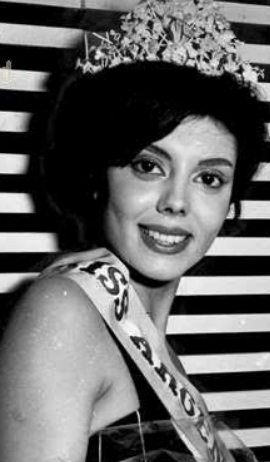
A argentina Norma Gladys Cappagli.

Norma Gladys Cappagli nasceu em Buenos Aires em 20 de setembro de 1939. Modelo profissional, aos 21 anos ganhou o título de "Miss Sweaters Argentina" e mais tarde "Miss Mundo" em Londres, sendo a primeira argentina a alcançar um título internacional de beleza. Depois de ganhar a coroa, ela viajou para a França e Itália, retornando a Buenos Aires em dezembro de 1960. Em sua recepção, ela passeou pelas ruas da cidade no carro dos bombeiros e mais tarde fora recebida pelo então presidente Arturo Frondizi. Após as boas-vindas, retornou à Europa, onde foi convidada para iniciar uma carreira de atriz ao lado do conhecido corredor inglês Stirling Moss, que era um dos jurados, mas ela não aceitou o convite.
Começou a trabalhar como modelo em diferentes capitais europeias, tornando-se uma das modelos mais requisitadas do mundo durante a década de 60, sendo agenciada por seu irmão Aldo Cappagli, conseguindo posicioná-la como modelo exclusiva de Christian Dior, fato este que seria essencial para o desenvolvimento de sua vida profissional. Durante seu ano de reinado viajou bastante, conhecendo: Japão, Índia e Austrália, entre outros países. Em 1961, ela se tornou a modelo mais bem pago do mundo. Em 1962, estrelou o filme italiano "Sexy", um documentário erótico de Giuseppe Russo e emprestou sua voz ao tema musical do filme com a música "Sexy World", de Armando Sciascia.
Na Itália, ela foi retratada pelo pintor Gioacchino Parlato e foi nesse país que se estabeleceu em 1962, depois de se casar. Em Milão, ela abriu uma loja de roupas masculinas. Após muitos anos de trabalho na Europa e seu divórcio, Norma retornou à América do Sul. Ela morou por um tempo no Brasil e depois voltou para Buenos Aires e abriu um restaurante no bairro de Palermo. Mais tarde, ela administrou vários restaurantes importantes de sua propriedade na capital. A última vez que apareceu na televisão foi durante uma homenagem feita pela famosa apresentadora Susana Giménez em 1997. Ela lembrou seu triunfo com grande alegria e enfatizou a importância de representar o país. Para a pergunta sobre o que o título de Miss Mundo a deixou, a beldade argentina admitiu que não teria conseguido tudo o que tinha se não tivesse conquistado o título máximo de beleza. Aos 80 anos (em 2019), ela continua morando em Buenos Aires cercada por seus irmãos.

### Prêmio
Depois de ganhar o título, Norma viajou para Paris e Milão para cumprir os compromissos onde era necessário e disse que pegaria o carro em seu retorno. Ao retornar semanas depois, ela soube que, se levasse o carro para a Argentina, teria que pagar um alto imposto de importação e, então, voltou para casa pensando que poderia pegar o carro no ano seguinte. A montadora concordou em manter o veículo, mas isso acarretaria custos de estacionamento. Norma não quis vender o carro e a cobrança do veículo foi novamente adiada. A história continuou por alguns anos até que a empresa patrocinadora descartou o carro para cobrir os custos de estacionamento. Foi quando Norma viajou para Londres para pegar seu carro. Ao saber que a empresa havia descartado o automóvel, ela fez um alarde tremendo na imprensa, alegando que eles deveriam dar a ela o valor do carro em dinheiro. Mas ela teve azar, a empresa ignorou o assunto e disse que as cláusulas de patrocínio não incluíam o valor do carro em dinheiro. Da mesma forma, Morley disse a Cappagli que não era responsabilidade dele, então a Miss Mundo definitivamente perdeu o carro que eles ofereceram como prêmio.

### Miss Dinamarca presa
Em 3 de março de 1961, Miss Dinamarca, Lise Bodin, foi presa por estar envolvida no sequestro de Eric Peugeot, de quatro anos, filho do bilionário Raymond Peugeot, proprietário da fábrica de automóveis Peugeot, que foi sequestrado enquanto jogava em um campo de golfe nos arredores de Paris, em abril de 1960. O valor do resgate solicitado foi considerado ridículo para a época: apenas US$ 35.000, pagos imediatamente e a criança libertada. A prisão da dinamarquesa e de outras cinco pessoas foi o resultado das investigações do caso. Em 1962, uma sentença foi proferida e ela e os outros envolvidos foram condenados a 20 anos de prisão.

## Resultados
| Posição                 | País e Candidata |
| Vencedora               | - Argentina - Norma Cappagli |
| 2º. Lugar               | - Israel - Gila Golan |
| 3º. Lugar               | - África do Sul - Denise Muir |
| 4º. Lugar               | - Alemanha - Ingrun Möckel |
| 5º. Lugar               | - Estados Unidos - Judith Achter |
| (TOP 10) Semifinalistas | - Brasil - Maria Edilene Torreão - Coreia do Sul - Lee Young-hee - Irlanda - Irene Kane - Itália - Layla Rigazzi - Reino Unido - Hilda Fairclough                                                                      |
| (TOP 18) Semifinalistas | - Canadá - Danica d'Hondt - Chipre - Mary Mavropoulos - Dinamarca - Lise Bodin - Índia - Iona Pinto - Quênia - Jasmine Batty - Noruega - Grethe Solhoi - Rodésia e Niassalândia - Jenny Scott - Suécia - Barbro Olsson |

## Jurados
Ajudaram a definir a campeã:
1. Oliver Messel, artista;
2. Rajah Gunsekard, diplomata;
3. Stirling Moss, corredor de Fórmula Um;
4. F. Asafu-Adjaye, esposa do embaixador da Gana na Grã-Bretanha;
5. Bobo Sigrist, esposa do roteirista Kevin McClory;
6. Stafford Somerfield, jornalista;
7. Bernard Delfont, empresário;

## Candidatas
Disputaram o título este ano:
| - África do Sul - Denise Muir - Alemanha - Ingrun Helgard Möckel - Argentina - Norma Gladys Cappagli - Austrália - Margaret Pasquil Nott - Bélgica - Huberte Box - Bolívia - Dalia Monasterios Thornee - Brasil - Maria Edilene Torreão - Burma - Ma Sen Aye - Canadá - Danica d'Hondt - Chipre - Mary Mavropoulos - Coreia do Sul - Lee Young-hee - Dinamarca - Lise Bodin - Equador - Maria Rosa Vascones | - Espanha - Concepción Molinera - Estados Unidos - Judith Ann Achter - Finlândia - Margaretha Schauman - França - Diane Medina - Grécia - Kalliopi Geralexi - Holanda - Carina Verbeek - Índia - Iona Pinto - Irlanda - Irene Ruth Kane - Islândia - Kristin Thorvaldsdóttir - Israel - Gila Golan - Itália - Layla Rigazzi - Japão - Eiko Sakimurai - Jordânia - Eriny Emile Sebella | - Líbano - Giselle Nicolas Nasr - Luxemburgo - Liliane Mueller - Madagascar - Rajaobelina Bedovoahangy - Nicarágua - Carmen Isabel Recalde - Noruega - Grethe Solhoi - Quênia - Jasmine Batty - Reino Unido - Hilda Fairclough - Rodésia e Niassalândia - Jenny Scott - Taiti - Teura Teuira Bauwens - Tanganica - Carmen Lesley Woodcock - Suécia - Barbro Gunilla Olsson - Turquia - Nebahat Cehre - Uruguai - Beatriz Benítez |

## Histórico

### Substituições
- Equador - Alicia Stokhelmeir Matos ► Maria Rosa Rodríguez Vascones
- Estados Unidos - Annette Driggers ► Judith Ann Achter
- França - Yolanda Biecosai ► Diane Medina
- Uruguai - Iris Teresa Ubal Cabrera ► Beatriz Benítez

### Desistências
- Áustria - Luise Kammermair
- Ceilão - Jennifer Gillian Thorne
- Chile - Marinka Polhammer Espinosa
- China - Yeh Mo-Chu
- Gana - Comfort Kwamena
- Hong Kong - Lena Woo
- Jamaica - Judith Willoughby
- Marrocos - Marilyne Escobar
- Nova Zelândia - Lorraine Nawa Jones
- Paraguai - Mercedes Teresa Ruggia
- Peru - Maricruz Gómez Díaz
- Portugal - Maria Josabete Silva Santos
- Suíça - Elaine Maurath
- Tunísia - Fatma Yahyaoui
- Venezuela - Aura Josefina Rodriguez Acosta